# 13 (альбом «Элизиума»)
Альбомы с таким же названием есть и у других групп, см. 13 (альбом)
«13» — пятый студийный альбом российской рок-группы «Элизиум», выпущенный 1 декабря 2008 года. Название альбома связано с выпуском его в честь 13-летия группы, также «Элизиум» считает 13 своим счастливым числом. Кроме того, альбом содержит 13 треков, три из которых были ранее выпущены на макси-сингле «Дети-мишени/Дети-убийцы».
Альбом «13» был выпущен лейблом 2+2=5 на CD в диджипак-коробке. Сайт PunkMetalShop предоставлял эксклюзивные экземпляры диска с плакатом «Элизиума» и автографами вокалиста Александра Телехова.

## История записи
Планы записи нового альбома появились у группы через некоторое время после выхода макси-сингла «Дети-мишени/Дети-убийцы», однако дата выхода уже изначально намечалась лишь на осень 2008 года. В начале этого года «Элизиум» активно использовал на концертах песни вышеупомянутого сингла; весной были выпущены DVD «Мир — а не война!» и «Радуга Live». К работе над новым альбомом, который уже тогда носил рабочее название «13», группа приступила летом. Первые два месяца «Элизиум» сочинял новые песни, продолжая попутно выступать на концертах. В августе группа уже направилась в студию для записи альбома; в этом же месяце был дан краткий его обзор:
Будущий альбом, имеющий в данный момент рабочее название «13», с одной стороны, будет некоторым продолжением «линии» группы, взятой на макси-сингле, с другой стороны, как нам кажется, не будет столь категоричным и концептуально узко направленным. Надеемся, найдётся место и для стёба, и для самоиронии, а может быть и для «романтики». Ну и, конечно, не обойдётся без «серьёзных» и даже «провокационных» песен.

Что получится в итоге, мы сами ещё плохо представляем, и открыть какие-то конкретные тайны касаемо будущей пластинки не можем — так как просто не знаем их сами. Наверное, впервые в истории «Элизиума» группа находится в студии, сочиняя песни буквально на ходу, в процессе записи…
Запись альбома «13» завершилась 23 ноября, тогда же на официальном сайте был размещён «демо-микс» диска (нарезка фрагментов из 10 новых песен на альбоме).

## Выпуск
С 1 декабря «13» поступил в продажу. Новость о выпуске диска на официальном сайте сопровождал слоган: «„13“. Альбом для вас: злой жёсткий, добрый и светлый, серьёзный и грустный, глупый и наивный, весёлый и ироничный. Альбом для тех, кто не равнодушен; для тех, кому не безразлично; для тех, кто верит и знает, что мир — твой, мой, наш — можно изменить…». Новому альбому группа посвятила концертный тур «13», начавшийся 25 ноября. Самая большая презентация альбома прошла 21 декабря в Москве в «Лужниках».

## Список композиций
Музыка — Дмитрий Кузнецов, Кирилл Крылов. Тексты песен — Дмитрий Кузнецов, Кирилл Крылов, Михаил Макарычев.
| №   | Название                         | Длительность |
| --- | -------------------------------- | ------------ |
| 1.  | «Ради чего?»                     | 5:00         |
| 2.  | «Что сделал ты для своей мечты?» | 3:23         |
| 3.  | «Правда-ложь»                    | 3:42         |
| 4.  | «И рассыплется в пыль»           | 3:23         |
| 5.  | «Планета Земля»                  | 3:31         |
| 6.  | «Мир — а не война!»              | 5:11         |
| 7.  | «О, мой Шекспир»                 | 3:30         |
| 8.  | «Дети-мишени/Дети-убийцы»        | 5:16         |
| 9.  | «Мир не изменится»               | 3:48         |
| 10. | «Состояние мира»                 | 3:47         |
| 11. | «Взлётная полоса»                | 2:37         |
| 12. | «Другие грани понимания свободы» | 3:02         |
| 13. | «Улыбайте друг другу лица!»      | 4:28         |

## Участники записи
Исполнители
- Александр «Пропеллер» Телехов — вокал, бэк-вокал
- Дмитрий «Дракол» Кузнецов — бас-гитара
- Кирилл «Кира» Крылов — гитара
- Александр «Комар» Комаров — труба, тромбон
- Алексей «Младшой» Кузнецов — барабаны, перкуссия
- Егор Баранов — виолончель, клавишные

Сессионные участники
- Сводный детский хор нижегородского лицея № 180 (треки 1, 6)
- Александр «Margo» Репьёв — семплы (трек 3)
- Альберт Родин — саксофон (трек 3)
- Роман Докукин — вокал (трек 13)

Производство
- Запись, сведение, мастеринг — Сергей Мишанькин, студия «Гост Рекордс»
- Продюсирование — Дмитрий Кузнецов, Сергей Мишанькин
- Обложка — Роман Докукин и Дмитрий Кузнецов (дизайн), Кирилл Никитин (вёрстка)